# 揖斐川町立いびがわ図書館
揖斐川町立いびがわ図書館（いびがわちょうりついびがわとしょかん）は、岐阜県揖斐郡揖斐川町上南方27番地9にある公共図書館。3館からなる揖斐川町立図書館の中央館である。

## 歴史

### 三輪1300番地時代
1972年（昭和47年）4月10日、三輪1300番地に図書館法に基づく揖斐川町立図書館が開館した。かつての揖斐川町役場の建物を利用しており、郷土資料館が併設されていた。当時の近隣自治体に独立館の公共図書館はなく、揖斐川町が先駆けとなった。

### 旧館時代
1980年（昭和55年）4月10日、上南方15番地1に揖斐川町立図書館の新館が開館した。鉄筋コンクリート造の2階建であり、延床面積は589m2だった。1980年度（昭和55年度）末の蔵書数は25,995冊であり、1980年度（昭和55年度）の貸出冊数は40,020冊だった。
1995年（平成7年）までの貸出方式はブラウン方式を採用していたが、1995年（平成7年）7月には図書館システムにコンピュータを導入し、またタッチパネル式の利用者用検索端末が設けられた。岐阜県の町村立図書館としては早い開館だったため、ビデオやCDの視聴覚コーナーがなく、設置の要望が強かった。このため、1995年（平成7年）11月には増築工事に着手し、1996年（平成8年）2月1日には図書館を休館として、隣接する揖斐川町中央公民館1階第2会議室に臨時図書館が設けられた。8月1日には増改築を経てリニューアルオープンし、延床面積が820m2となった。工事費用は1億4000万円。
2002年度（平成14年度）末の蔵書数は76,644冊、2002年度（平成14年度）の貸出冊数は64,659冊だった。講演会・コンサート・人形劇・おはなしの夕べなどを開催し、文学講座・短歌会・読書サークル・おはなしの会などの自主活動グループがあった。揖斐川図書館は子どもの読書推進活動に力を入れており、絨毯が敷かれた1階の絵本コーナーには約7,000冊の絵本があった。2階の郷土資料室には約5000冊の資料があった。
2005年（平成17年）1月31日には（旧）揖斐川町・谷汲村・久瀬村・春日村・坂内村・藤橋村の1町5村が合併して（新）揖斐川町が発足し、揖斐川町立図書館は揖斐川町立揖斐川図書館に改称した。2008年（平成20年）3月上旬には、町内の建設会社社長から寄付された300万円を元に、福祉・教育・交通安全を主題とする高田直希文庫が設置された。

### 現行館時代
揖斐川図書館の建物は老朽化や耐震強度不足が指摘されており、2019年（令和元年）7月に新館の建設に着手した。2020年（令和2年）2月末に完成し、同年3月26日に竣工式が行われた。同年5月3日の開館を予定していたが、新型コロナウイルス感染症の世界的流行（コロナ禍）の影響で開館が延期され、5月26日に揖斐川町立いびがわ図書館が開館した。開館時点の蔵書数は約11万冊であり、蔵書可能冊数は約13万冊である。
コロナ禍の影響もあり、5月26日の開館当初は貸出と返却のみ対応し、学習室や新聞・雑誌コーナーの利用は禁じていた。同年7月10日、読書履歴を記録できる読書通帳機の稼働を開始した。

## 施設
いびがわ図書館は揖斐川町地域交流センター「はなもも」に隣接している。木造（一部鉄筋コンクリート造）2階建て。延床面積約1,360m2。岐阜県で初めてCLT工法（強度の高い圧型木製パネルによる工法）を用いた建築物である。建物には揖斐川町産を含む岐阜県産のスギ材やヒノキ材がふんだんに用いられている。
2階には岐阜薬科大学名誉教授の水野瑞夫から寄贈された図書のコーナーがある。揖斐川町に所在する有限会社揖斐川清掃からも寄付を受け、546冊の図書を購入している。

### 1階
- 児童コーナー
- 木育ひろば - 岐阜県産の木材を使ったおもちゃで遊べる部屋であり、木や森に関する絵本や図鑑が揃っている。
- お話のへや - 月に2回の頻度でおはなし会が開催される。
- 生活情報・郷土資料コーナー - 子育て・健康や介護・旅行の生活情報誌などと、揖斐川町の資料がある。
- 新聞・雑誌コーナー

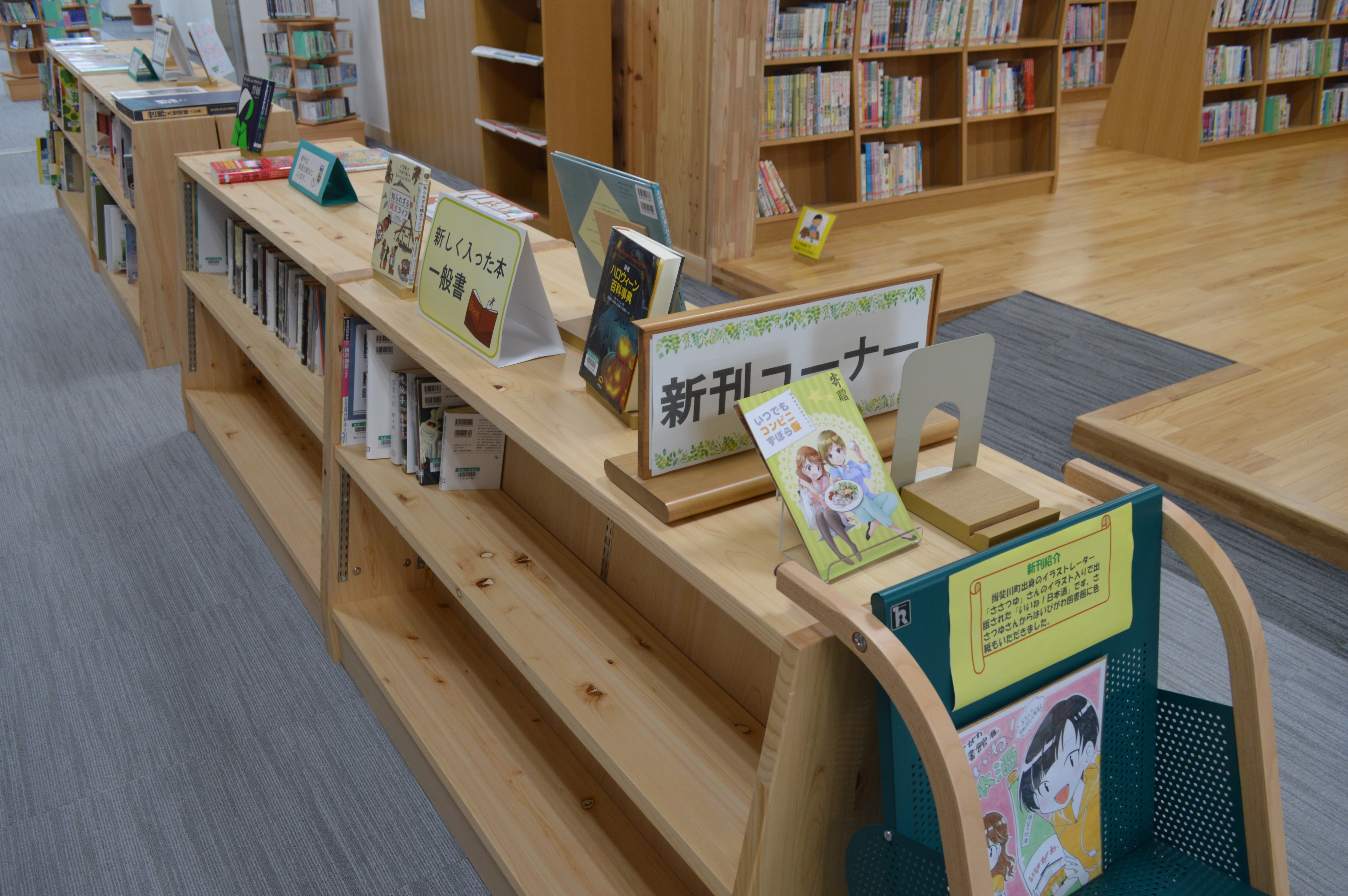
新着図書
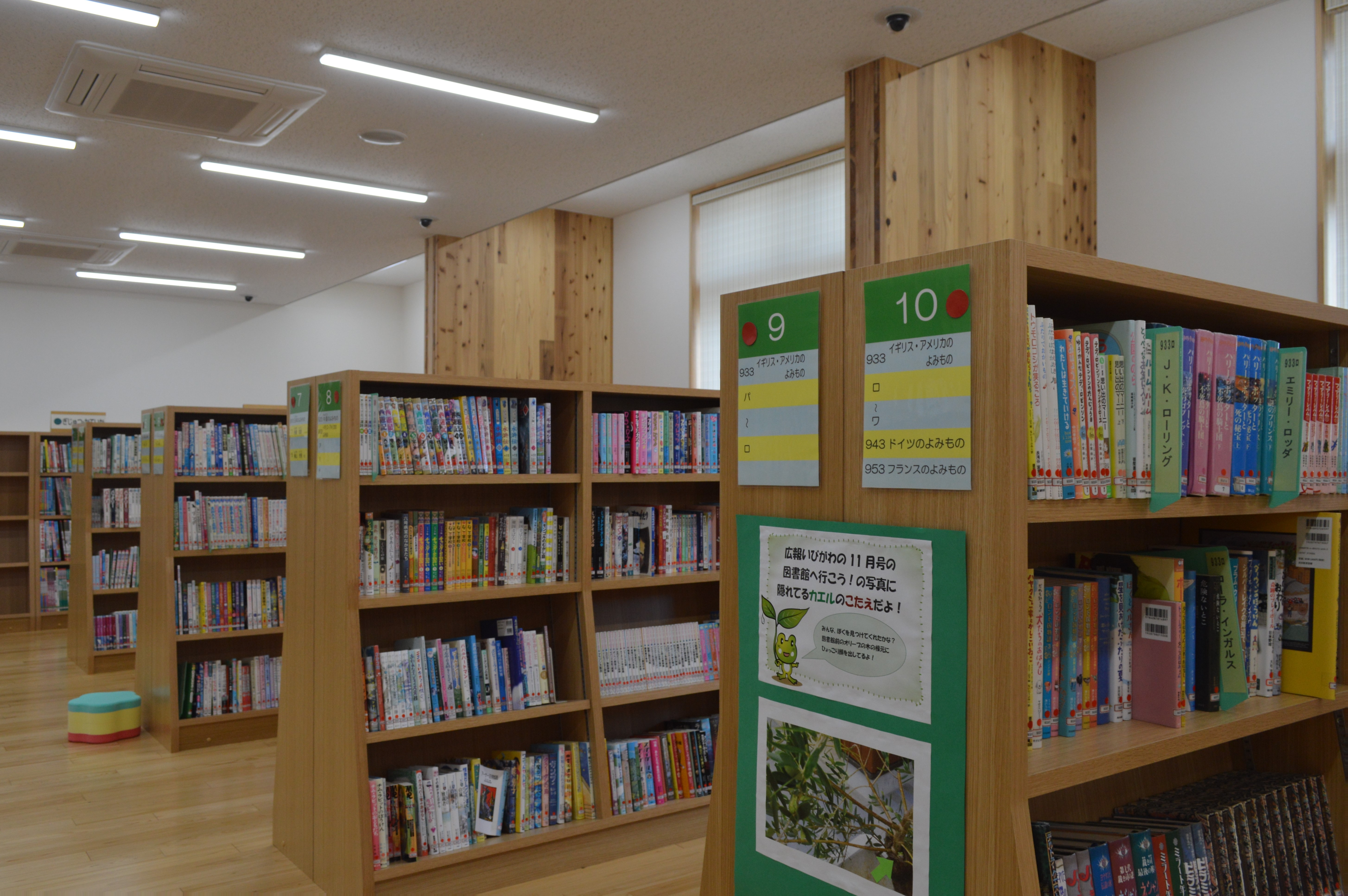
児童コーナー
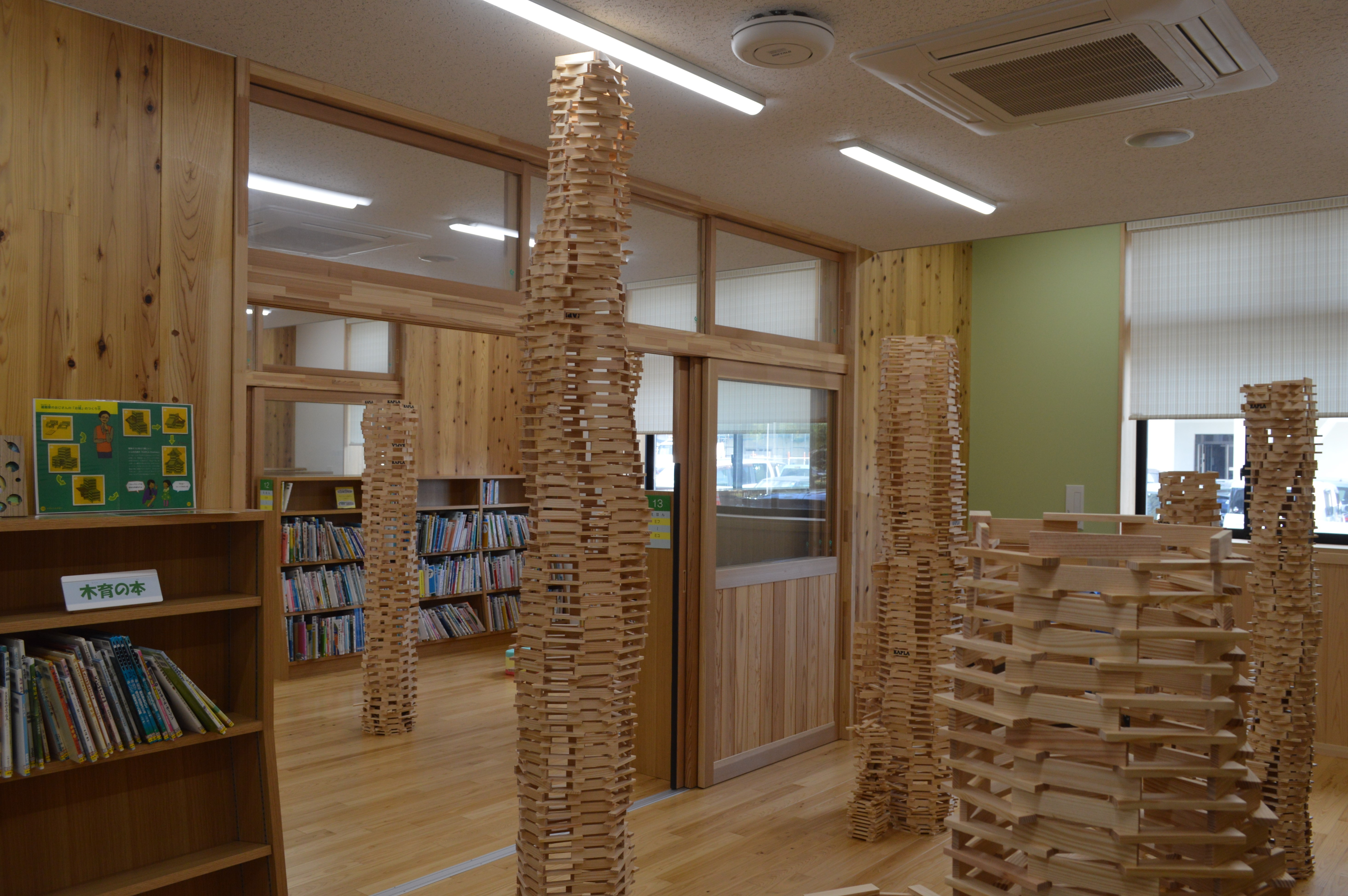
木育ひろば
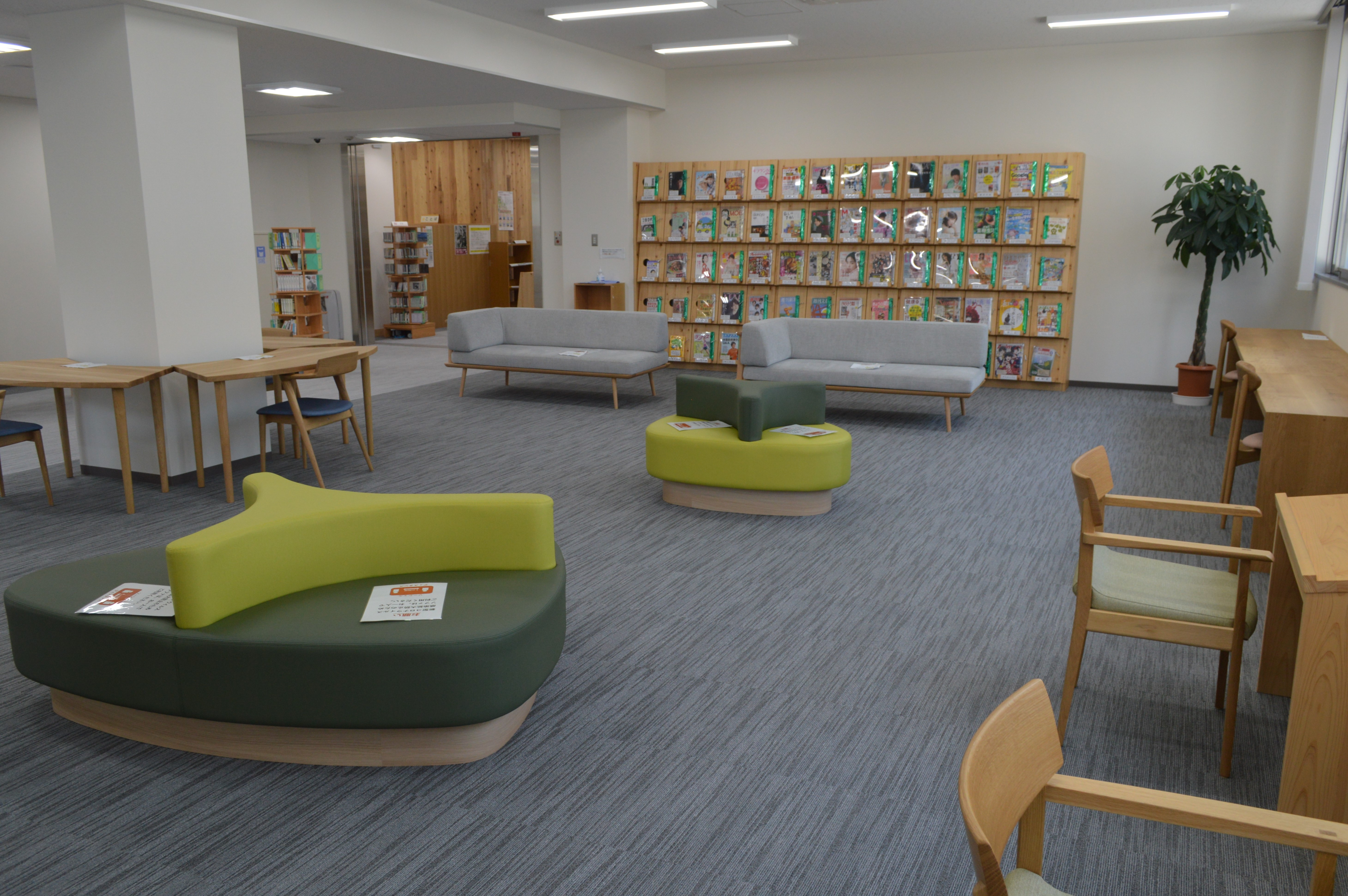
新聞・雑誌コーナー

### 2階
- 一般書コーナー - 教養書・趣味の本・実用書などがある。
- YAコーナー - 中高生向きの本や学習漫画がある。
- 閲覧コーナー
- 学習室
- ボランティアルーム

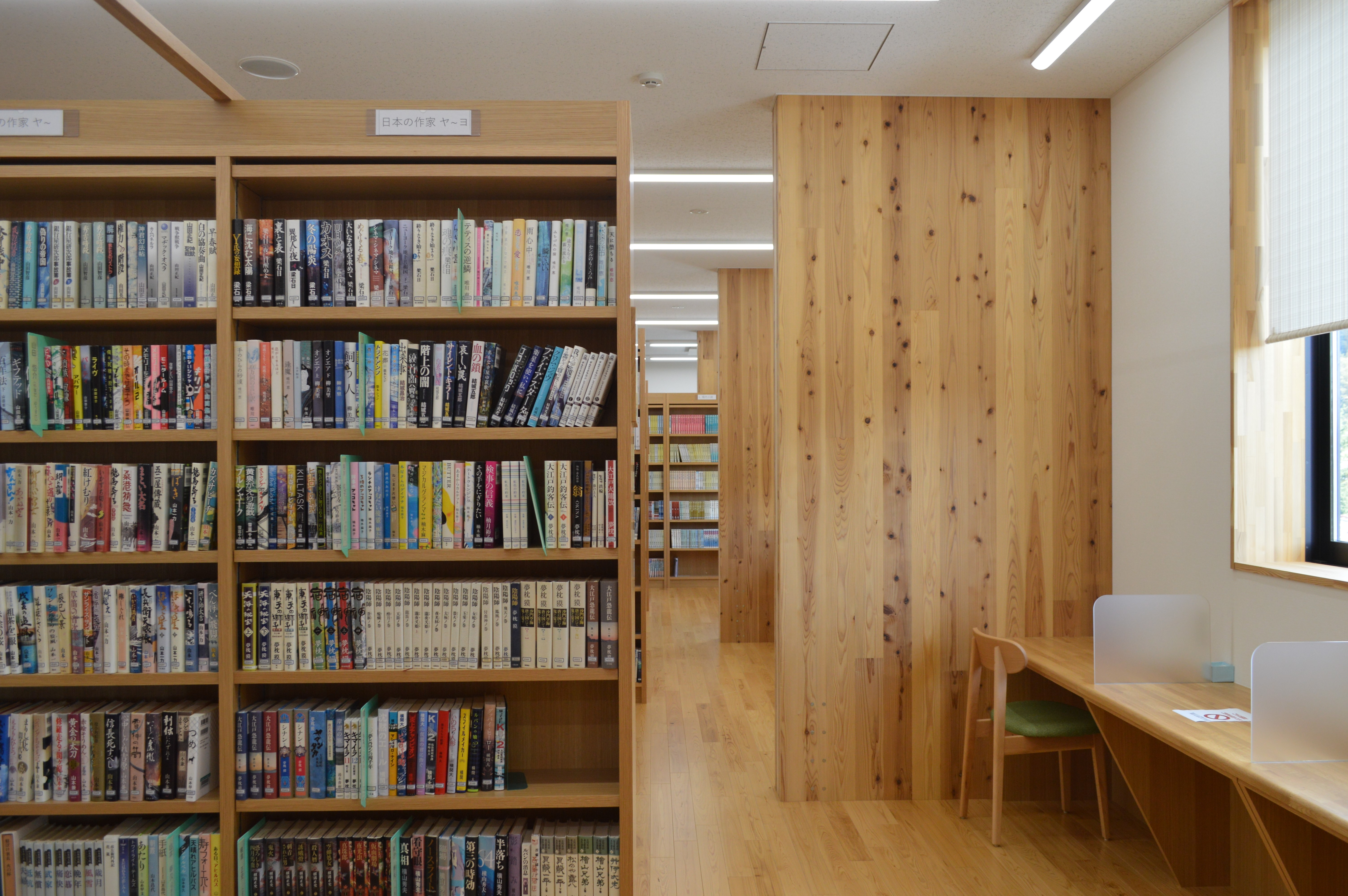
一般書コーナー
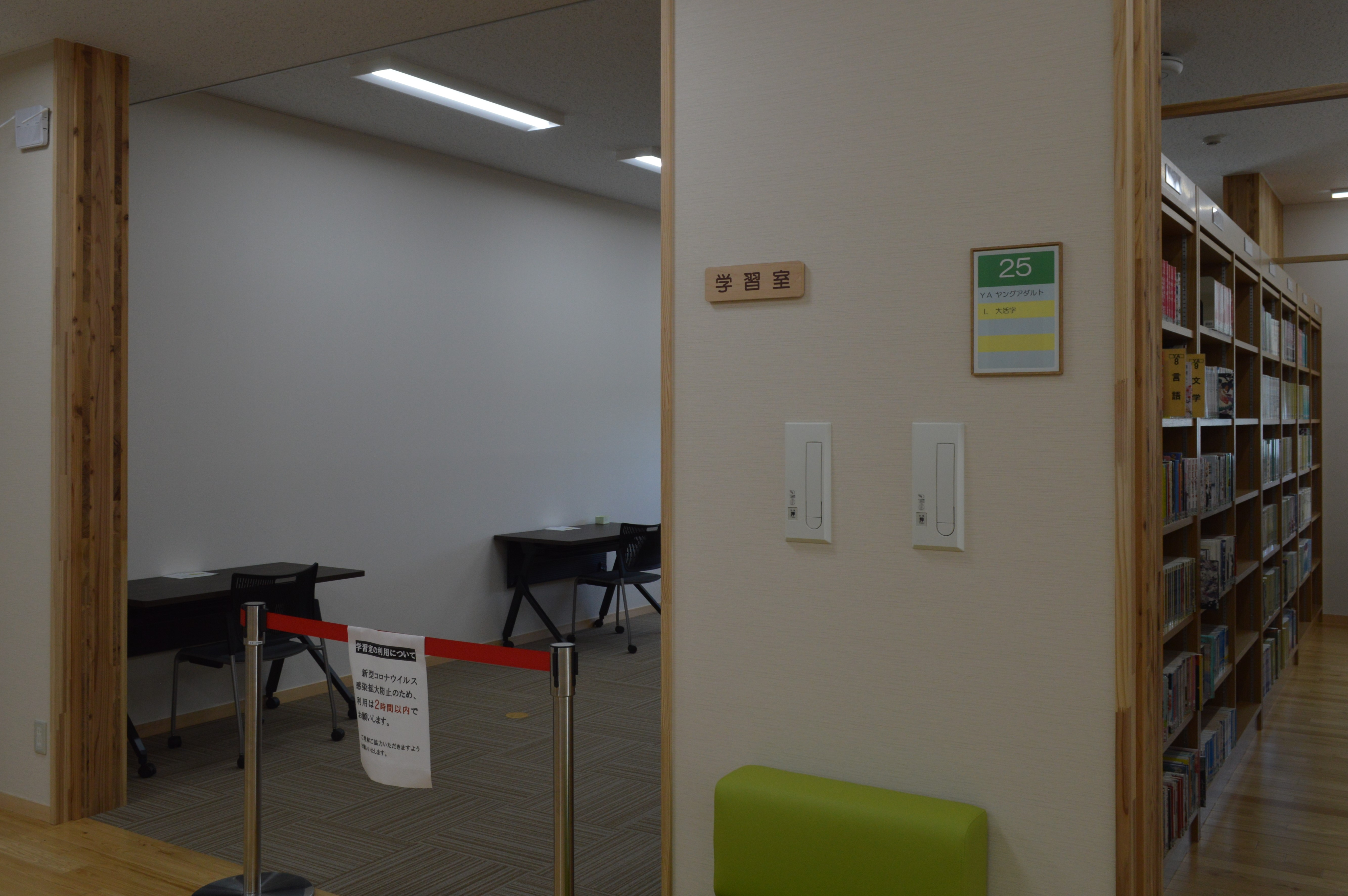
学習室
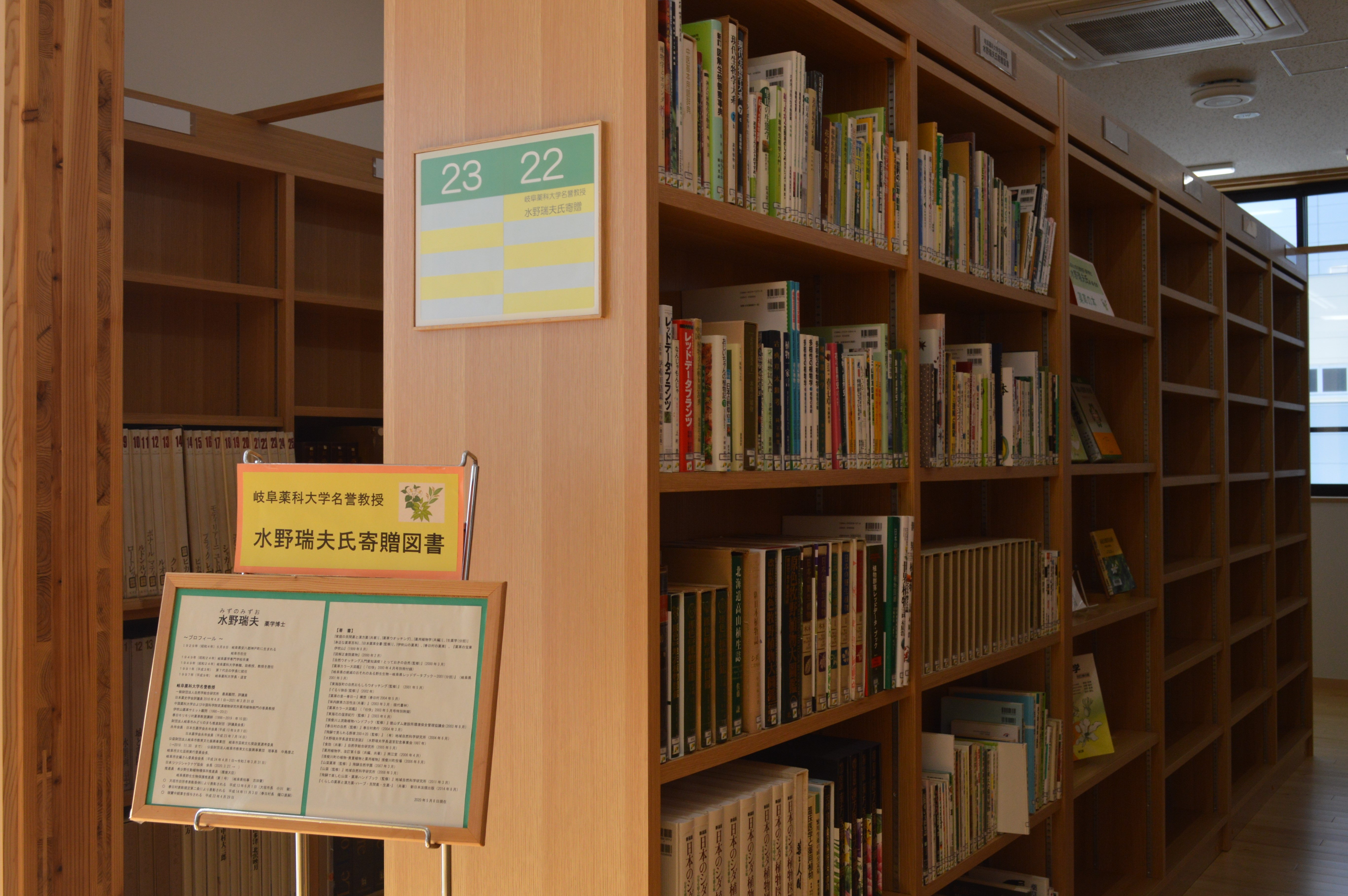
水野瑞夫からの寄贈図書

## 揖斐川町立図書館の各館
| 施設一覧 | 施設一覧                 | 施設一覧                                               | 施設一覧                            | 施設一覧                                                  |
| 分類     | 館名                     | 所在地                                                 | 開館時間                            | 休館日                                                    |
| -------- | ------------------------ | ------------------------------------------------------ | ----------------------------------- | --------------------------------------------------------- |
| 中央館   | 揖斐川町立いびがわ図書館 | 揖斐川町上南方27番地9                                  | 平日：9時～17時30分 休日：9時～17時 | 毎週月曜、年末年始、祝日の翌日、 月末整理日、蔵書点検期間 |
| 分館     | 揖斐川町立谷汲図書館     | 揖斐川町谷汲名礼264番地22 揖斐川町谷汲サンサンホール内 | 9時～17時                           | 毎週月曜、年末年始、祝日の翌日、 月末整理日、蔵書点検期間 |
| 分館     | 揖斐川町立坂内図書館     | 揖斐川町坂内広瀬166番地2 坂内交流センター内            | 9時～17時                           | 毎週月曜、年末年始、祝日の翌日、 月末整理日、蔵書点検期間 |